# Paul Guillaume Horning
Pour les articles homonymes, voir Horning.
Paul Guillaume Horning, né le 19 mai 1843 à Graffenstaden (Bas-Rhin) et mort le 7 mai 1927 à Strasbourg-Cronenbourg, est un pasteur et historien alsacien, fils du pasteur et théologien luthérien Frédéric Horning.

## Formation

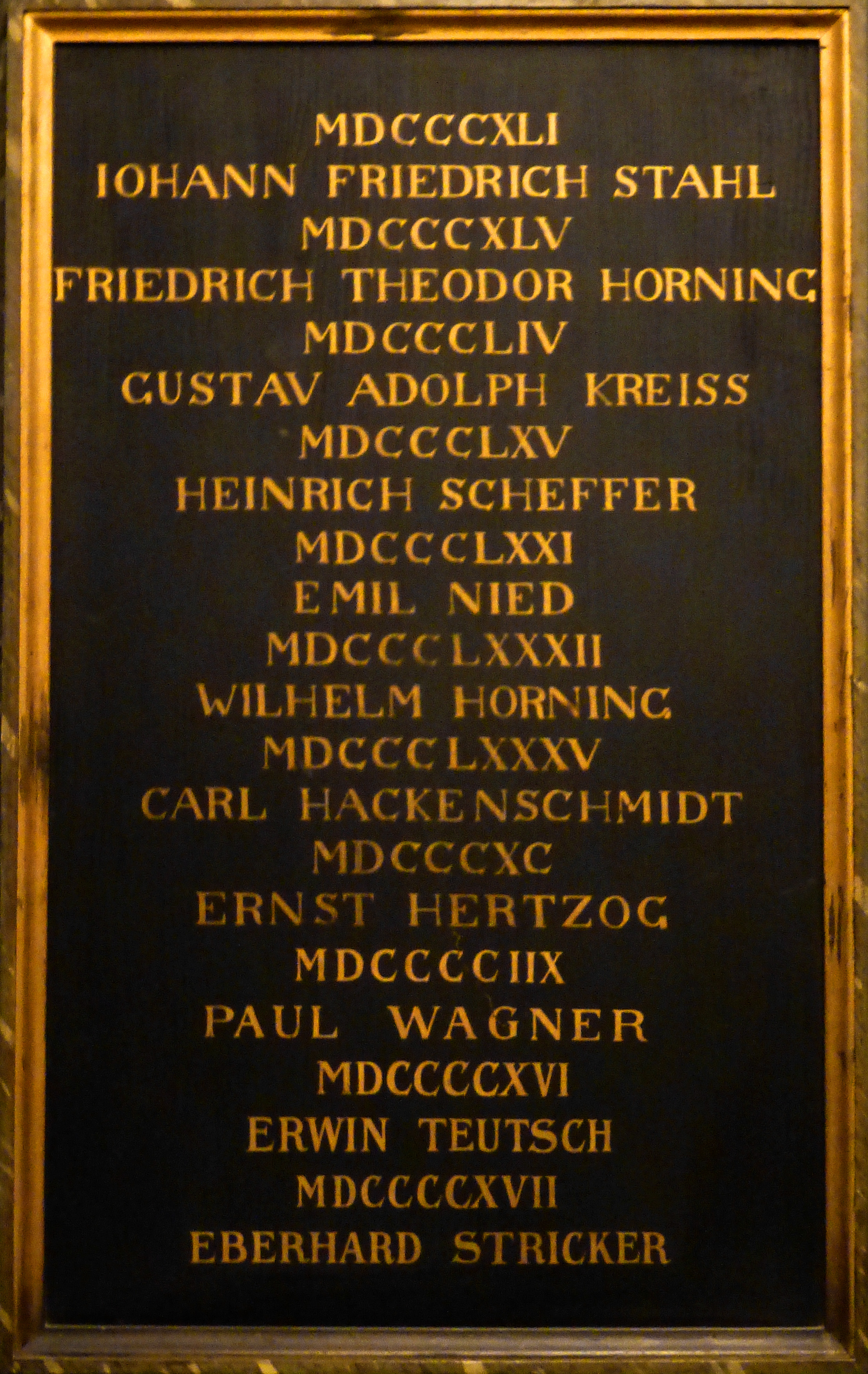
Plaque à l'église Saint-Pierre-le-Jeune de Strasbourg, avec les noms des pasteurs Friedrich Theodor et Wilhem Horning.

Après des études à la faculté de théologie protestante de Strasbourg de 1860 à 1864, achevées par une thèse intitulée Le Saint ministère : résumé dogmatique, historique et critique (1864), il étudie à l'université de Genève.

## Le pasteur
Paul Guillaume Horning est ordonné pasteur en 1866 et est vicaire chez son père à l'Église protestante Saint-Pierre-le-Jeune de Strasbourg. Aumônier militaire pendant quelques mois en 1870 dans l’armée de Metz, il devient aumônier des prisons civiles puis succède en 1882 à son père comme pasteur de Saint-Pierre-le-Jeune jusqu’en 1908. À la retraite, il assure encore l’aumônerie de la Maison Bethlehem (maison de retraite et orphelinat) qu’il avait créée en 1888. Il s’est inséré dans la mouvance du confessionnalisme luthérien suscitée par son père. À maintes reprises, il prend position sur divers sujets de la vie ecclésiale. Il vilipende aussi avec une vigueur souvent agressive l’orientation libérale de la faculté de théologie de Strasbourg.

## L'historien
Fouillant inlassablement les archives, il est l’auteur d’une œuvre historique considérable portant sur l’histoire de l’Église luthérienne en Alsace. On lui doit des biographies de Jean Marbach, Jean Pappus, Jean Georges Dorsch, Sébastien Schmidt, Philipp Jacob Spener et Frédéric Horning ; des répertoires de documents sur l’histoire de l’Église luthérienne de Strasbourg aux XVIe et XVIIe siècles ; une histoire du Réveil luthérien au sein de l’ECAAL (Die evangelisch-lutherische Erweckung in der Landeskirche AK 1848-1880), 2 vol. parus en 1914 ; diverses publications sur l’histoire de l’église Saint-Pierre-le-Jeune. Il a dirigé plusieurs périodiques et publia outre ses travaux historiques de nombreux tracts. Malgré leurs partis-pris dogmatiques, beaucoup de ses publications, souvent fondées sur des sources inédites, ont apporté un éclairage historique de valeur sur bien des personnes, des évènements et des courants de l’histoire du protestantisme alsacien.

### Archives et bibliographie
Son dossier personnel est conservé aux Archives du Directoire de l’ECAAL (Archives départementales du Bas-Rhin)
La liste exhaustive de ses publications figure dans la brochure de Wilhelm Horning Zur Kenntnisnahme elsässisch-lutherischer Literatur 1876-1924, Schriften, Traktate und Zeitschriftenartikel, Strasbourg, 1925.
- (de) Marie-Joseph Bopp, Die evangelischen Geistlichen und Theologen in Elsass und Lothringen von der Reformation bis zur Gegenwart, Degener, 1959, no 2391, p. 255
- Jean Bricka, in Bernard Vogler (dir.), Dictionnaire du monde religieux dans la France contemporaine, tome 2, L’Alsace, Beauchesne, Paris, 1987, p. 213-215
- Gustave Koch, Nouveau Dictionnaire de biographie alsacienne, vol. 17, 1991, p. 1671-1672
- Marc Lienhard, « Guillaume Horning », dans André Encrevé (dir.), Dictionnaire du monde religieux dans la France contemporaine. 5 Les Protestants, Paris, Beauchesne, 1993 (ISBN 2701012619), p. 257-258.
- Marc Lienhard, « Horning, Paul Guillaume », dans Patrick Cabanel et André Encrevé, Dictionnaire biographique des protestants français de 1787 à nos jours, t. 3 H-L, Paris, Les Éditions de Paris / Max Chaleil, 2022 (ISBN 9782846213332), p. 175
- Marc Ulrich et Marc Lienhard, La maison Bethléhem a cent ans, 1888-1988 : mémorial d'un anniversaire, Oberlin, Strasbourg, 1988, 98 p.